# 格尼利齊
49°41′32″N 26°5′26″E / 49.69222°N 26.09056°E
格尼利齊（烏克蘭語：Гнилиці）是位於烏克蘭西部特諾皮爾州裏特諾皮爾區的村莊，始建於1463年，面積4.12平方公里，2001年人口779，人口密度每平方公里189人。